# Konstytucja Dżibuti
Konstytucja Dżibuti (fr. La Constitution de la République de Djibouti) – ustawa zasadnicza Republiki Dżibuti uchwalona 15 września 1992 roku z późniejszymi nowelizacjami (2006, 2008 i 2010). Składa się z preambuły i 12 rozdziałów.